# Roland Burris
Roland W. Burris, né le 3 août 1937 à Centralia, est un homme politique américain membre du Parti démocrate, notamment contrôleur de l'Illinois de 1979 à 1991 puis procureur général de l'État de 1991 à 1995 avant d'être nommé sénateur des États-Unis en 2009 par Rod Blagojevich.

## Sénateur des États-Unis
Le 30 décembre 2008, le gouverneur de l'Illinois Rod Blagojevich (démocrate) annonce avoir nommé Burris au poste de sénateur de l'Illinois laissé vacant par le président-élu Barack Obama. En effet, dans de nombreux États américains, la Constitution donne pouvoir au gouverneur de pourvoir un poste de sénateur ou de représentant de l'État laissé vacant et ce jusqu'à la fin initialement prévue de ce mandat. Cette nomination suscite une polémique, le gouverneur Blagojevich étant sous le coup d'une enquête fédérale depuis quelques semaines pour avoir tenté de monnayer cette nomination. Les leaders démocrates du Sénat indiquent qu'ils rejetteraient toute personne nommée par Blagojevich même si cela semble légalement impossible.
Le 6 janvier 2009, jour de la rentrée parlementaire, il n'est pas autorisé à siéger. En effet, le secrétariat du Sénat refuse sa lettre de nomination affirmant qu'elle n'est pas en règle car le secrétaire d'État de l'Illinois a refusé de la signer.
Le 12 janvier suivant, les sénateurs démocrates et leurs leader Harry Reid autorisent Burris à siéger après que celui-ci a été auditionné devant la Chambre des représentants de l'Illinois et mandaté par le gouverneur et le secrétaire d'État de l'Illinois.
Enfin, le 15 du même mois, Burris prête serment à Washington comme sénateur junior de l'Illinois succédant ainsi à Barack Obama.
Il n'est pas candidat à sa réélection en novembre 2010, date à laquelle le républicain Mark Kirk le remplace.